# 瀋陽市府恒隆広場
瀋陽市府恒隆広場（しんようしふこうりゅうひろば、フォーラム66、中国語: 沈阳市府恒隆广场、英語: Forum 66）は、中華人民共和国遼寧省瀋陽市瀋河区青年大街に位置する超高層ビルである。

## 概要
2006年8月、瀋陽市規劃和国土資源局と「国有土地利用権譲渡契約」を締結した。
コーン・ペダーセン・フォックスによる建築と王董国際によるプロジェクトによって設計され、恒隆地産が2007年4月に着工した。
2012年9月28日にショッピングセンターがグランドオープンした。オフィスビルは2015年3月27日にオープンした。また、ビルには超高層マンションとホテルもある。
この建設プロジェクトは、米国グリーンビルディング評議会により発行された「エネルギーおよび環境デザインパイオニア賞 コアおよびシェルカテゴリ」の金賞の事前認定を受けている。